# Liste der Deutschen Hallenmeister in der 4-mal-400-Meter-Staffel

DLV-Logo

Die 4-mal-400-Meter-Staffel war von 1956 bis 2011 im Programm der Deutschen Leichtathletik-Hallenmeisterschaften. Sie wurde nur von den Männern gelaufen.

## Sieger
| 1956: | LAV Menden (Heinz Köppe, Kurt Fischer, Karl-Heinz Wallenwein, Ferdi Ebel)                         |
| 1957: | OSV Hörde (Paul Schmidt, Kurt Heise, Udo Waldheim, Manfred Poerschke)                             |
| 1958: | OSV Hörde (Kurt Heise, Udo Waldheim, Albert Radusch, Manfred Poerschke)                           |
| 1959: | OSV Hörde (Walter Oberste, Paul Schmidt, Manfred Kinder, Albert Radusch)                          |
| 1960: | OSV Hörde (Manfred Poerschke, Udo Waldheim, Engelbert Basse, Manfred Kinder)                      |
| 1961: | OSV Hörde (Albert Radusch, Otto Klappert, Udo Waldheim, Manfred Kinder)                           |
| 1962: | Wuppertaler SV (Jürgen Schmidt, Hermann Telgenkämper, Klaus Wengoborski, Manfred Kinder)          |
| 1963: | Wuppertaler SV (Matthias Mövert, Johannes Kaiser, Klaus Wengoborski, Manfred Kinder)              |
| 1964: | SV St. Georg Hamburg (Klaus Hoffmeister, Dieter Isermann, Harm Bredemeier, Jens Ulbricht)         |
| 1965: | SpVgg Feuerbach (Hans-Peter Herrmann, Peter Zeller, Jürgen Altschäffl, Bernhard Schmid)           |
| 1966: | OSV Hörde (Hans Reinermann, Werner Krönke, Gerhard Böttger, Rainer Kunter)                        |
| 1967: | ASC Darmstadt (Dirk von Maltitz, Bernd Engelhard, Fritz Roth, Manfred Hanika)                     |
| 1968: | TSV 1860 München (Hans Jäger, Volker Stöckel, Rainer Schubert, Martin Jellinghaus)                |
| 1969: | VfB Stuttgart (Dieter Hübner, Gerd Viergutz, Ulrich Strohhäcker, Helmar Müller)                   |
| 1970: | VfB Stuttgart (Dieter Hübner, Herbert Moser, Ulrich Strohhäcker, Helmar Müller)                   |
| 1971: | TV Wattenscheid (Karl-Hermann Tofaute, Hermann Schnieders, Ernst Oppermann, Hermann Köhler)       |
| 1972: | SV Bayer 04 Leverkusen (Benno Knobloch, Martin Jellinghaus, Ulrich Reich, Peter Bernreuther)      |
| 1973: | TV Wattenscheid (Klaus Ehl, Karl-Hermann Tofaute, Heinrich Schwarz, Hermann Köhler)               |
| 1974: | TV Wattenscheid (Klaus Ehl, Johannes Heling, Karl-Hermann Tofaute, Hermann Köhler)                |
| 1975: | VfB Stuttgart (Falko Geiger, Georg Nückles, Ulrich Strohhäcker, Karl Honz)                        |
| 1976: | SV Bayer 04 Leverkusen (Günter Karge, Rolf Weisert, Franz-Peter Hofmeister, Bernd Herrmann)       |
| 1977: | SV Bayer 04 Leverkusen (Günter Karge, Joachim Rabstein, Franz-Peter Hofmeister, Bernd Herrmann)   |
| 1978: | SV Bayer 04 Leverkusen (Joachim Rabstein, Günter Karge, Bernd Herrmann, Franz-Peter Hofmeister)   |
| 1979: | LG Bayer Leverkusen (Joachim Rabstein, Günter Karge, Franz-Peter Hofmeister, Bernd Herrmann)      |
| 1980: | LG Bayer Leverkusen (Joachim Rabstein, Udo Thiel, Edelbert Parr, Franz-Peter Hofmeister)          |
| 1981: | LG Bayer Leverkusen (Günter Karge, Franz-Peter Hofmeister, Joachim Rabstein, Bernd Herrmann)      |
| 1982: | OSC Dortmund (Mark Henrich, Thomas Wilking, Jörg Vaihinger, Hartmut Weber)                        |
| 1983: | LG Bayer Leverkusen (Wolfgang Richter, Joachim Rabstein, Udo Thiel, Christoph Trappe)             |
| 1984: | LG Bayer Leverkusen (Hans-Joachim Haas, Edelbert Parr, Christoph Trappe, Rolf Dresen)             |
| 1985: | SV Union Groß-Ilsede (Matthias Kretschmann, Carsten Fischer, Uwe Wegner, Erwin Skamrahl)          |
| 1986: | VfL Sindelfingen (Gert Benz, Martin Weppler, Stefan Schnabel, Jörg Vaihinger)                     |
| 1987: | VfL Sindelfingen (Gert Benz, Stefan Schnabel, Martin Weppler, Jörg Vaihinger)                     |
| 1988: | LG Bayer Leverkusen (Olaf Maack, Frank Thaleiser, Michael Grün, Ralf Lübke)                       |
| 1989: | ASV Köln (Ulrich Schlepütz, Martin Kleine, Marc-Antonius Eggers, Anselm Schuster)                 |
| 1990: | ASV Köln (Ulrich Schlepütz, Martin Kleine, Marc-Antonius Eggers, Klaus-Christian Weigeldt)        |
| 1991: | ASV Köln (Klaus-Christian Weigeldt, Anselm Schuster, Ulrich Schlepütz, Marc-Antonius Eggers)      |
| 1992: | LG Olympia Dortmund (Udo Schiller, Stefan Godek, Bodo Unger, Olaf Hense)                          |
| 1993: | LG Olympia Dortmund (Udo Schiller, Olaf Hense, Bodo Unger, Ralf Pfersich)                         |
| 1994: | LG Bayer Leverkusen (Sven Matuschik, Paul Meier, Andreas Heuel, Markus Rau)                       |
| 1995: | LAC Halensee Berlin (Alexander Müller, Carsten Köhrbrück, Karsten Just, Nico Motchebon)           |
| 1996: | LAC Halensee Berlin (Dietmar Koszewski, Marco Seidler, Jan Lenzke, Alexander Müller)              |
| 1997: | TSV Bayer 04 Leverkusen (Daniel Bittner, Marcus Rau, René Oblong, Julian Voelkel)                 |
| 1998: | LG Olympia Dortmund (Ulrich Schnorrenberger, Tobias Schlitzer, Olaf Hense, Marc-Alexander Scheer) |
| 1999: | LAC Quelle Fürth/München 1860 (Norbert Wörlein, Mark Eplinius, Stefan Bönisch, Nico Motchebon)    |
| 2000: | TSV Bayer 04 Leverkusen (Benjamin Nitze, René Oblong, Daniel Hechler, Klaus Ehrnsperger)          |
| 2001: | LG Olympia Dortmund (Sebastian Aryee, Jens Dautzenberg, Michael Dragu, Lars Figura)               |
| 2002: | LG Olympia Dortmund (Michael Dragu, Manuel Dornemann, Sebastian Aryee, Ingo Schultz)              |
| 2003: | LG Eintracht Frankfurt (Sebastian Gatzka, Henning Kuschewitz, Stefan Bönisch, Christian Duma)     |
| 2004: | LG Eintracht Frankfurt (Henning Kuschewitz, Kamghe Gaba, Tilo Ruch, Sebastian Gatzka)             |
| 2005: | SC Magdeburg (Bastian Swillims, Jens Dautzenberg, Lars Förster, Ruwen Faller)                     |
| 2006: | OSC Berlin (Sven Buggel, Ralf Riester, Stefan Beyer, Florian Seitz)                               |
| 2007: | TSV Bayer 04 Leverkusen (Stefan Wieser, Julian Geißhirt, Robin Schembera, Ingo Schultz)           |
| 2008: | TSV Bayer 04 Leverkusen (Jannik Engel, Ingo Schultz, Tim Schwarzmeier, Robin Schembera)           |
| 2009: | StG Germania Halberstadt (Eric Krüger, Ronny Heck, Daniel Behlau, Ruwen Faller)                   |
| 2010: | TV Wattenscheid 01 (Alexander Meisolle, Mirko Schmidt, Sascha Jan Eder, Bastian Swillims)         |
| 2011: | TV Wattenscheid 01 (Alexander Meisolle, Sascha Jan Eder, Andreas Jenk, Bastian Swillims)          |